# Papuadytes abditus
Papuadytes abditus là một loài bọ cánh cứng trong họ Bọ nước. Loài này được Balke, Watts, Cooper, Humphreys & Vogler miêu tả khoa học năm 2004.